# Bee Gees Lonely Days (EP3)

## Közreműködők
- Barry Gibb – ének, gitár
- Maurice Gibb – ének,  gitár, zongora, basszusgitár
- Robin Gibb – ének
- Geoff Bridgeford – dob
- Colin Petersen – dob
- stúdiózenekar Bill Shepherd vezényletével

## A lemez dalai
- Lonely Days (Barry, Robin és Maurice Gibb) (1970), stereo 3:45, ének: Barry Gibb, Robin Gibb, Maurice Gibb
- Take Hold of That Star (Barry Gibb) (1963), mono 2:38, ének: Barry Gibb
- I.O.I.O  (Barry és Maurice Gibb) (1968), mono 2:51, ének: Barry Gibb, Maurice Gibb
- Claustrophobia (Barry Gibb) (1964), mono 2:14, ének: Barry Gibb